# Natalia Fabra
Natalia Fabra Portela (Madrid, 1975) es una economista española, que fue reconocida en varias ocasiones como la mejor economista joven en España y que en 2024 recibió el premio Womenvalue.

## Trayectoria
Nació en Madrid en 1975. Es hija del economista y expresidente de Red Eléctrica de España (1988-1997) Jorge Fabra Utray. Se licenció en Economía en la Universidad Carlos III de Madrid y en 2001 se doctoró en Economía en el Instituto Universitario Europeo de Florencia. Se convirtió en profesora de la Universidad Carlos III de Madrid y posteriormente en catedrática de Fundamentos del Análisis Económico del mismo centro. Además, ha realizado estancias en otras universidades y centros de investigación como la UCEI en Berkeley, el Nuffield College en Oxford, la Escuela de Economía de la Universidad de Toulouse o la Universidad del Noroeste.
Se convirtió en investigadora asociada del Centre for Economic Policy Research y de la Toulouse School of Economics. Durante el periodo 2018-2023 lideró un grupo de investigación del proyecto «Herramientas actuales y retos políticos en los mercados de la electricidad» con el apoyo de los fondos del European Research Council (ERC Consolidator).
Se la ha considerado un referente en el ámbito eléctrico. Ha centrado su trayectoria en el campo de la organización industrial, sobre todo en asuntos relacionados con la regulación y las políticas de competencia, con foco en la economía de la energía y el medio ambiente. Entre sus investigaciones se encuentra el diseño de subastas para la generación y distribución de energía eléctrica. Ha publicado en revistas internacionales como American Economic Review, Economic Journal, Rand Journal of Economics o Energy Journal entre otras. Además, ha sido editora de la Economic Journal y Journal of Industrial Economic.
Se convirtió en miembro del Grupo Asesor de Política de Competencia de la Dirección General de Competencia de la Unión Europea  (EAGCP) así como del y del Consejo Asesor en Asuntos Económicos del Ministerio de Economía y Transformación Digital. También se convirtió en consejera independiente de Enagás. Fue nombrada Presidenta de la European Association for Research in Industrial Economics (EARIE).

## Reconocimientos
En 2014 recibió el XIII Premio Sabadell Herrero a la Investigación Económica como reconocimiento a su trayectoria investigadora en el área de la economía industrial. Este galardón reconoce la trayectoria de investigadores menores de 40 años destacados en el campo económico, empresarial y social para la promoción del bienestar social. Recibió otro premio a la Mejor Economista Joven de España por el Gobierno de la Comunidad de Madrid.
En 2024, fue reconocida con el premio Womenvalue 2024 en la categoría de investigación y docencia por capacidad uniendo el uso de las ciencias económicas con la realidad social en el marco energético.